# Dark Knight XXX: A Porn Parody
Dark Knight XXX: A Porn Parody ist eine amerikanische Porno-Parodie auf die Batman-Trilogie von Christopher Nolan (Batman Begins, The Dark Knight und The Dark Knight Rises). Der Film wurde 2012 von Axel Braun gedreht und ist im gleichen Jahr bei Vivid erschienen.

## Handlung
Bruce Wayne hat seine Karriere als Batman beendet und lebt zurückgezogen in den Bergen. In einem Flashback wird der Anlass für seinen Rückzug gezeigt: Batgirl wurde vom Joker demaskiert, der ihren Vater Commissioner Gordon in einem Käfig gefangen hielt. Um ihren Vater zu retten, ließ Batgirl sich vom Joker missbrauchen, als sie ihn schließlich aus seinem Käfig befreien wollte, wurde sie vom Joker erschossen. In einem weiteren Flashback erinnert er sich an die Zeit, als sein Partner Nightwing unter den Bann von Poison Ivy geriet, und ihm die Gefolgschaft verweigerte: Poison Ivy wollte Gotham City vergiften, was Batman zu verhindern versuchte. Bei einem Kampf mit Nightwing unterlag er diesem, woraufhin Nightwing und Poison Ivy Sex miteinander hatten. Batman erholte sich vom Kampf und vereitelte den Anschlag auf die Stadt, indem er den Unterschlupf Poison Ivys in die Luft sprengte.
Er wird aus seinen Erinnerungen gerissen, als die verletzte Catwoman in seiner Wohnung erscheint. Sie will von den Zuständen in Gotham City seit Batmans Abwesenheit berichten. Nachdem beide miteinander geschlafen haben, erzählt sie, dass Gotham City von Bane terrorisiert wird und dieser Batmans Freundin Kathy Kane gefangen hält. Bruce Wayne entschließt sich daraufhin, sein Kostüm wieder anzulegen und begibt sich als Batman zu einer Show, bei der Zatanna auftritt. Nach der Vorstellung geht sie in die Garderobe, wo sie Constantine oral befriedigt. Danach betritt Batman die Garderobe und bittet sie um Hilfe. In der nächsten Szene begibt sich Batman in Banes Versteck, wo es zum Kampf kommt. Catwoman erscheint und schlägt sich auf Banes Seite, beide werden jedoch von Batman überwältigt. Als er seine Freundin befreien will, sticht ihn diese mit einem Messer nieder. Während Batman sterbend auf dem Boden liegt, verkehren die anderen drei miteinander. In der Schlussszene zucken Batmans Finger.

## Hintergrund
Dark Knight XXX: A Porn Parody ist das achte Werk der Filmreihe Vivid Superheroes des Produktionsstudios Vivid Entertainment Group. Im gleichen Jahr erschienen in der Reihe die Filme Star Wars XXX – A Porn Parody, Avengers XXX – A Porn Parody und Superman vs. Spider-Man XXX: An Axel Braun Parody von Regisseur Axel Braun.
Der Film erschien 2012 auf DVD in einem anamophoren Breitbildformat mit dem Seitenverhältnis von 1,78:1. Auf der DVD befinden sich außer dem Film ein etwa 20-minütiger Schnitt ohne pornographische Szenen, mehrere Interviews sowie ein Hinter-den-Kulissen-Feature.
Das Drehbuch schrieb Axel Braun zusammen mit Mark Logan, wobei sie versuchten, Elemente aus allen Teilen von Christopher Nolans Batman-Trilogie unterzubringen. Die Produktion dauerte vom 1. April bis zum 8. Mai 2012. Da Dark Knight XXX gedreht wurde, als der dritte Teil der Trilogie The Dark Knight Rises noch nicht erschienen war, war ihnen der Inhalt dieses Teils noch nicht näher bekannt.

## Rezeption
Der Film wurde überwiegend positiv rezensiert. Die schauspielerischen Leistungen in Dark Knight XXX werden als überdurchschnittlich für Pornofilme gelobt. So vermittelt Giovanni Francisco seine Qualen und Sorgen als Batman überzeugend, während Brendon Miller in der Rolle des verrückten Gewalttäters Joker glänzt. Auch das Kostüm oder die auf die sexuelle Handlung abgestimmte Musik werden lobend herausgehoben. Das Drehbuch wird negativ kritisiert, da es zusammengestückelt wirkt. Anstatt den reichlich vorhandenen Stoff über mehrere Filme zu verteilen, wurde er so beschnitten, dass die einzelnen Teile nicht mehr zueinander passen.
Die dunkle Stimmung des Films wird auf die erste Szene zurückgeführt, in der Batgirl erst vor den Augen ihres Vaters vergewaltigt und dann erschossen wird. Die Figur des Jokers wird hier noch negativer gezeichnet als im Original, auch wird der Film in seiner Gesamtwirkung als dunkler, deprimierender und hoffnungsloser als seine Vorlagen empfunden.

## Auszeichnungen
Dark Knight XXX: A Porn Parody  wurde 2013 bei Branchenauszeichnungen von Adult Video News und XBIZ in zahlreichen Kategorien für einen Filmpreis nominiert, konnte sich im Gegensatz zu Brauns Star Wars XXX – A Porn Parody jedoch in keiner Kategorie durchsetzen.
Nominierungen für den AVN Award:
- Best Supporting Actor für Brendon Miller
- Best Three-Way Sex Scene: G/G/B für Aiden Ashley, Andy San Dimas und Derrick Pierce
- Best Art Direction
- Best Boy/Girl Sex Scene für Aiden Ashley und Giovanni Francisco
- Best Actor für Giovanni Francisco
- Best Makeup
- Best Parody: Drama

Nominierungen für den XBIZ Award:
- Best Music
- Best Art Direction
- Best Editing
- Parody Release of the Year: Drama
- Director of the Year - Parody für Axel Braun
- Best Actor - Parody Release für Giovanni Francisco und Brendon Miller
- Best Actress - Parody Release für Aiden Ashley
- Best Scene - Parody Release für Brendon Miller und Penny Pax
- Best Special Effects

Zudem wurde der Film von der Kritikerorganisation X-Rated Critics Organization für den XRCO Award in der Kategorie Best Parody: Comic Book nominiert.